# Oakley (Kansas)
Pour les articles homonymes, voir Oakley.
La ville d'Oakley est le siège du comté de Logan, situé dans le Kansas, aux États-Unis.